# Сухорський Андрій Петрович

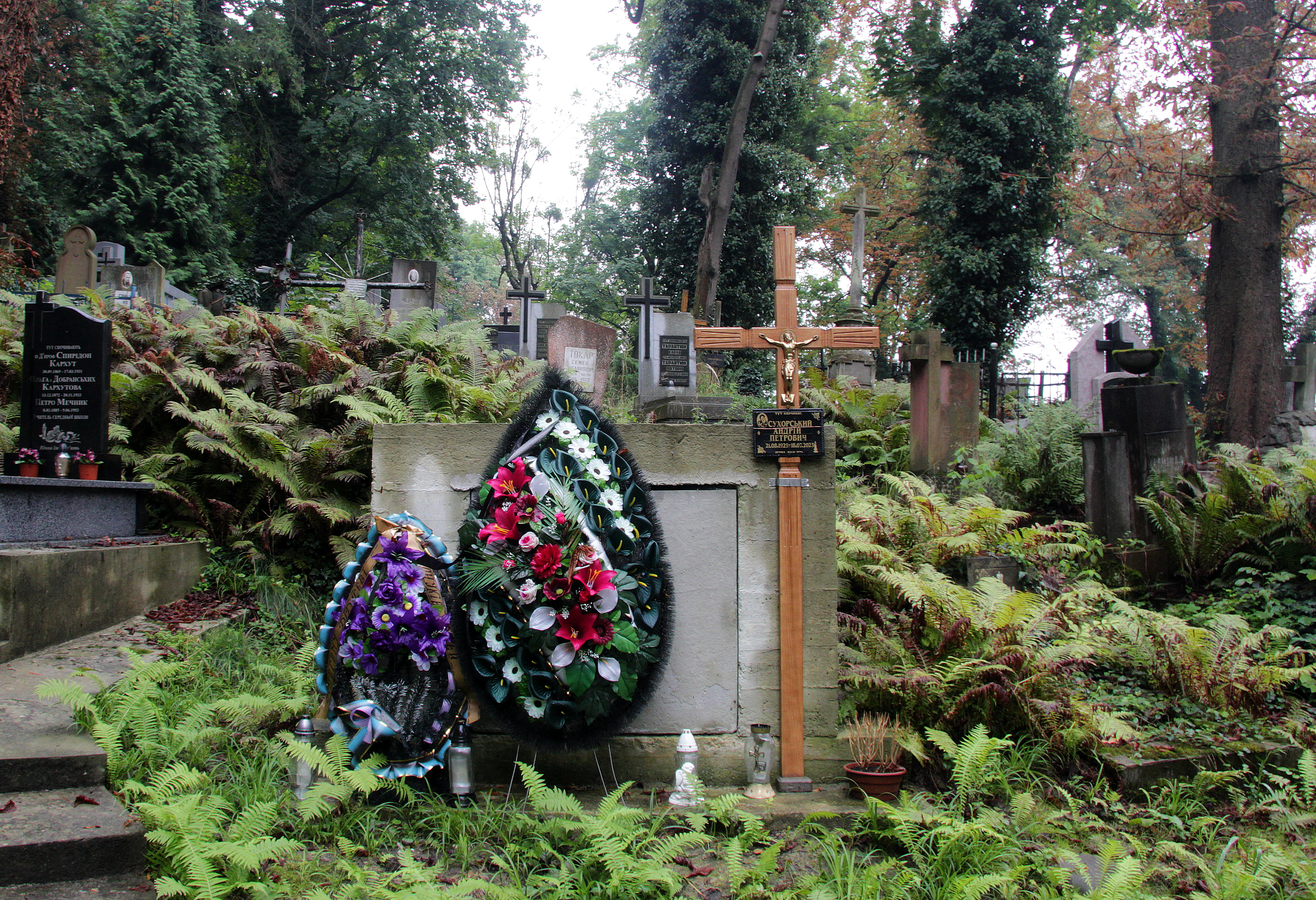

Андрі́й Петро́вич Сухо́рський (нар. 1 серпня 1929, с. Вілька, Лемківщина - помер 18 липня 2023 м.Львів) — лемківський майстер дерев'яної об'ємної різьби.

## Життєпис
Різьблення навчився від свого батька Петра та М. Орисика.
1945 — з родиною виселений на територію УРСР у село Почмайстрівка (нині хутір села Загайці) Підгаєцького району на Тернопільщини.
З 1948 року мешкає у Львові, працював на Львівському художньо-виробничому комбінаті.
Вже ранні роботи (до 1949) «Орел», «Коваль», «Верблюд», «Дід і собака» були високо оцінені. Після 1949 року створив композиції «Бідняк з плугом», «Повернення з війни», «Лемко», «Лемківські музики», «Прикордонники» і ряд інших. Скульптура малих форм: «Собаки напали» (1949), «Юна гусятниця» (1959), «Кобзар» (1964), «Господар Верховини» (1969).
Праці зберігаються в музеях Києва, Львова та Москви.
Багато тематично його Шевченкіана, яку започаткував твором «Мені тринадцятий минало» (1951) і повторив у кількох варіантах. У 1956—1964 роках створив «Наймичку», «Малого Тараса», «Гайдамаків», «Ой три шляхи широкії», «Перебендю». До 170-річного ювілею Т. Шевченка (1984) створив кілька скульптурних портретів Шевченка, два варіанти «Кобзаря» та інші вироби з персонажами його творів. Разом із сином Богданом — теж талановитим різьбярем — створив кілька високохудожніх виробів до 175-ліття від дня народження Т. Шевченка (1989).
Заслужений майстер народної творчості УРСР (1984).
Заслужене визнання митцеві принесли твори з лемківської тематики, які сміливо можна трактувати творами професіонального мистецтва. Це «Лемко-вівчар», «Лемко-різьбяр» (1979), «Лемко в чугані», «Лемко везе дрова» (1990), «Козак на коні» (1992), та інші. Віртуозна багатофігурна композиція «Переселення» (1985, Музей українського народного декоративного мистецтва, Київ). Понад сто найкращих його творів представлені в експозиціях музеїв Москви, Санкт-Петербурга, Києва, Львова та інших міст — «Козак-Мамай» (1981, 1991), «На ярмарок» (1988), «Чабан» (1993), «Різдво» (1994), «Козак з дівчиною»(1995).
А. Сухорський — активний громадський діяч, член правління Фундації дослідження Лемківщини у Львові, заступник голови Комітету Лемківської церкви Володимира і Ольги в Шевченківському гаю. Професійними митцями-скульпторами є сини пана Андрія — Володимир (нар. 8 серпня 1957), Львів) і Андрій (нар. 2 серпня 1960), Львів), члени Спілки художників України (з 1989), автори багатьох скульптурних творів з дерева та інших матеріалів.
Окремі твори брати Сухорські виконали спільно: це багатофігурний комплекс «Захар Беркут» (1986), проєкт пам'ятника князю Данилу Галицькому (1987), проєкт пам'ятника Тарасові Шевченкові у Львові (1988). У 1994 році у Львові відкрито пам'ятник Тарасові Шевченку авторства братів Сухорських (у 1996 році завершено всі додаткові роботи). У 1997 році стали переможцями конкурсу на найкращий проєкт пам'ятника Юрію Змієборцю у місті Львові. Пам'ятник відкрито в 1999 році.
Брати Сухорські мешкають і творять у Львові.
Андрій  Сухорський помер 18 липня 2023 року, похований на 32 полі Личаківського цвинтаря.